# COVID-19-Pandemie auf den Salomonen
Die COVID-19-Pandemie auf den Salomonen tritt als Teil der weltweiten COVID-19-Pandemie auf, die die neuartige Atemwegserkrankung COVID-19 betrifft. Ab dem 11. März 2020 stufte die Weltgesundheitsorganisation (WHO) das Ausbruchsgeschehen des neuartigen Coronavirus als weltweite Pandemie ein. SARS-CoV-2-Infektionen ereigneten sich jedoch im Inselstaat der Salomonen mehrere Monate nicht. Erst am 3. Oktober 2020 gab Premierminister Manasseh Sogavare bekannt, dass sich eine erste Person mit SARS-CoV-2 infiziert habe.

## Lage der Inseln

Lage der Salomonen

Die Salomonen liegen in der Südsee östlich von Neuguinea. Der Inselstaat mit etwa 700.000 Einwohnern besteht zu einem großen Teil aus den südlich gelegenen Salomon-Inseln sowie den Ontong-Java-Inseln und den weiter östlich Santa-Cruz-Inseln.
Das Gesundheitssystem der Salomonen wurde im Jahr 2011 positiv eingeschätzt, dennoch könnte es vor Herausforderungen stehen. Das Netzwerk von Krankenhäuser erreicht eine hohe Abdeckung, besteht aus einem Nationalen Krankenhaus, Provinzkrankenhäusern, regionalen Gesundheitszentren, ländlichen Gesundheitskliniken und Krankenpflegestellen.

## Maßnahmen
Auf den Salomonen hat das dortige Gesundheitsministerium bis zum Juli 2020 eine Einreisesperre über alle Personen verhängt, die nicht Staatsbürger der Salomonen sind oder keine permanente Aufenthaltsbewilligung besitzen.
Alle regulären Flugverbindungen mit den Salomonen sind gekappt, die nationale Fluggesellschaft Solomon Airlines hat bereits Ende März 2020 alle internationalen Flüge bis Ende Mai eingestellt.
Frachtschiffe können lediglich die Seehäfen in der Hauptstadt Honiara oder Noro anlaufen, Kreuzfahrtschiffe und Yachten ist dies untersagt. Frachtschiffe dürfen in diesen Häfen erst 14 Tage nach Ankunft entladen werden, diese Frist gilt auch für den Landgang der Besatzungen. Der bisherige Grenzverkehr mit Papua-Neuguinea ist gänzlich unterbunden.
Eine Fähre mit 60 Passagieren, die die Hauptstadt der Salomonen am 2. April verließ, geriet in hohe Wellen und Sturmwinde, die der Zyklon Harold verursachte, dabei wurden 27 Personen von Bord gespült und ertranken. Unter den Ertrunkenen war auch ein 13-jähriger Junge. In einer anderen Quelle wird der Regierung der Salomonen vorgeworfen, dass sie Schuld an der Tragödie habe, denn sie habe die Personen außer Landes verwiesen, obwohl eine Zyklonwarnung vorlag und bis zum 2. April weder ein SARS-CoV-2-Infektionsfall aufgetreten noch ein entsprechender Test erforderlich gewesen sei.
Am 15. April berichtete der Guardian, dass sich 15 Personen mit COVID-19-Verdacht auf den Salomonen in Quarantäne befinden und zwei Personen auf ein Testergebnis warten.
Die Zentralbank der Salomonen geht davon aus, dass es zu wirtschaftlichen und Versorgungsproblemen kommen könnte, denn 40 % der importierten Güter kommen aus China, Korea, Singapur und Japan.

## Verlauf
Am 3. Oktober 2020 gab Premierminister Manasseh Sogavare bekannt, dass ein aus den Philippinen zurückgekehrter Student nach seiner Ankunft in der Hauptstadt Honiara positiv auf SARS-CoV-2 getestet wurde. Des Weiteren wurde am gleichen Tag in der Presse berichtet, dass weitere 400 Bürger der Salomonen auf den Philippinen auf ihrer Rückreise gestrandet seien. Darunter befänden sich 18 Personen, die sich mit SARS-CoV-2 angesteckt hätten und deshalb derzeit keine Rückkehrerlaubnis erhalten würden.

Bestätigte Infizierte auf den Salomonen nach Daten der WHO. Oben kumuliert, unten Tageswerte

Bestätigte Todesopfer auf den Salomonen nach Daten der WHO. Oben kumuliert, unten Tageswerte